# Pseliastis
Pseliastis is een geslacht uit de Heliozelidae, een familie uit de orde Lepidoptera  (Vlinders).

## Soorten
- P. spectropa
- P. trizona
- P. xanthodisca